# Ваније (острво)

Острво Ваније (фр. Île Vanier) је једно од острва у канадском арктичком архипелагу. Острво је у саставу канадске територије Нунавут. 
Површина износи око 1126 km². Острво је ненасељено.